# Mundtot (Recht)

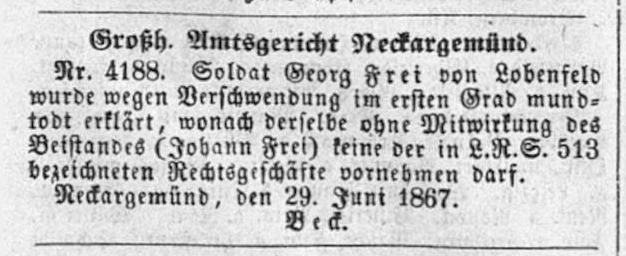
Mundtoterklärung in der Heidelberger Zeitung 2. Juli 1867

Als mundtot (von lat. mundium, mhd. Munt) bezeichnete man früher entmündigte Erwachsene, die unter Vormundschaft standen.
Vor Inkrafttreten des BGB am 1. Januar 1900 wurden verschwendungssüchtige Personen „mundtot erklärt“. Sie wurden unter die „Kuratel“ eines Betreuers gestellt. Die Parallele zur heutigen Betreuung unter Einwilligungsvorbehalt liegt auf der Hand. Wer mit einem für mundtot Erklärten ein Geschäft abschloss, in die der Kurator nicht einwilligte, hatte das Nachsehen, z. B. indem er seine Forderung verlor. Solche Verträge waren nichtig, auch wenn der Vertragspartner des für mundtot Erklärten nichts von dessen Entmündigung wusste. Zum Schutz der Mitbürger wurde die Mundtoterklärung öffentlich gemacht. Der Antrag auf Mundtoterklärung wurde beim zuständigen Amtsgericht gestellt. Oft beantragten die Ehefrauen verschwendungs- und trunksüchtiger Ehemänner die Mundtoterklärung, um den Ruin des Familienvermögens abzuwenden.
Das Badische Landrecht sah im Kapitel „Von der Mundtodtmachung.“ folgende Regelungen vor:
„513. Den Verschwendern kann verboten werden, ohne Beywirkung eines von dem Gericht verordneten Beystands zu rechten, Vergleiche zu schließen, Anlehen aufzunehmen, ablösliche Kapitalien zu erheben, oder darüber Empfangs-Scheine zu geben, auch Güter zu veräussern oder zu verpfänden.
513 a. Wer etwas gegen dieses Verbot unternimmt, mithin sich durch den ersten Grad der Mundtodtmachung nicht bessern läßt, kann nachmals völlig mundtodt gemacht werden, wodurch er unter den Saz 509 verfällt, auch unfähig wird, lezte Willens-Verordnungen zu machen.
514. Die eine, wie die andere Verfügung kann von jedem nachgesucht werden, der das Recht hat, auf Entmündigung anzutragen. Das Gesuch wird auf gleiche Weise verhandelt und entschieden. Eine wie die Andere kann nur unter Beobachtung der gleichen Förmlichkeiten aufgehoben werden.
515. Wo eine Mundlosigkeit durch Entmündigung oder Mundtodt-Erklärung in Frage ist, kann weder in dem ersten noch zweyten Rechtszug ein Urtheil gefällt werden, ohne den Kron-Anwald mit seinem Antrag zu vernehmen.“
Die ursprüngliche Begriffsbedeutung ist heute nicht mehr allgemein bekannt, meist wird die Formulierung "jemanden mundtot machen" verwendet, um damit auszudrücken, dass jemandem verboten wird, sich zu einer bestimmten Sache zu äußern. Allerdings schwingt die ursprüngliche Bedeutung dabei noch mit, indem jemand, der mundtot gemacht wurde, keine Berechtigung mehr hat, zu einem Thema Stellung zu nehmen. 